# Mianhuayuan Zhongchang (bondby i Kina, Jiangsu Sheng, lat 31,84, long 121,12)
Mianhuayuan Zhongchang är en bondby i Kina. Den ligger i provinsen Jiangsu, i den östra delen av landet, omkring 220 kilometer öster om provinshuvudstaden Nanjing. Antalet invånare är 4 086. Befolkningen består av 1 993 kvinnor och 2 093 män. Barn under 15 år utgör 15,0 %, vuxna 15-64 år 74 %, och äldre över 65 år 10,0 %.
Närmaste större samhälle är Sanhe, 4,4 km norr om Mianhuayuan Zhongchang. 
Genomsnittlig årsnederbörd är 1 510 millimeter. Den regnigaste månaden är augusti, med i genomsnitt 205 mm nederbörd, och den torraste är januari, med 45 mm nederbörd.